# Robin Hood (film, 2010)
Robin Hood är en amerikansk-brittisk äventyrsactionfilm från 2010 i regi av Ridley Scott, med Russell Crowe i titelrollen och Cate Blanchett som Lady Marion. Filmen hade biopremiär i USA den 14 maj 2010.

## Handling
Det är 1199 och Robin Longstride (Russell Crowe), som senare blir Robin Hood, har återvänt till England och Nottingham efter att ha slagits i det tredje korståget. Vid ankomsten upptäcker Robin och hans medföljande bågskyttar att byn är under besittning av den nya sheriffen av Nottingham (Matthew Macfadyen). Robin använder sin erfarenhet och sina militära kunskaper för att befria hembyn från tyranni och korruption. Han tar tillbaks vad som rättmätigt är hans och försöker återställa rättvisan. Robin måste också vinna den nyblivna änkan lady Marions (Cate Blanchett) förtroende.

## Medverkande (i urval)
- Russell Crowe – Sir Robin Longstride / Robin Hood
- Cate Blanchett – Lady Marion
- Max von Sydow – Sir Walter Loxley, Marions svärfar och senare Robins ”adoptivfar”
- William Hurt – William Marshal, 1:e earl av Pembroke
- Mark Strong – Sir Godfrey, är baserad på Sir Guy of Gisburne
- Oscar Isaac – prins Johan av England
- Danny Huston – Rikard I Lejonhjärta
- Eileen Atkins – Eleonora av Akvitanien, kung Rikards och prins Johans mor
- Mark Addy – Broder Tuck
- Matthew Macfadyen – Sheriffen av Nottingham
- Kevin Durand – Lille John
- Léa Seydoux – Prinsessan Isabella
- Scott Grimes – Will Scarlet, Robins brorson
- Alan Doyle – Allan A Dale
- Bronson Webb – Jimoen
- Robert Pugh – Baron Baldwin
- Jessica Raine – Isabel av Gloucester
- Joe Golby – Archer

## Om filmen
- Vanessa Redgrave var först tänkt att spela rollen som Eleonora av Akvitanien, men hon hoppade av efter sin dotters, skådespelerskan Natasha Richardsons, död.

- Filmen hade, tillåten från 11 år, Sverigepremiär den 12 maj 2010 och gavs där ut på DVD och Blu-ray den 13 oktober samma år.

### Fotnoter
1. ↑  ”Robin Hood” (på engelska). Box Office Mojo. 14 maj 2010. http://www.boxofficemojo.com/movies/?id=nottingham.htm. Läst 15 oktober 2016.